# De Drie Tulpen
De Drie Tulpen is een voormalige schuilkerk in de Noord-Hollandse plaats Hoorn. De kerk is rond 1630 gebouwd op de plek waar tevoren onder andere het Huis met de drie tulpen stond. De gevelsteen van dit huis is na omzwervingen terechtgekomen in het Westfries Museum en in de gevel aan het Achterom van de pastorie van de R.K. kerk Sint Cyriacus en Franciscus bevindt zich een replica. Hoewel de panden aan de Grote Noord stonden, was de ingang van de kerk aan de toenmalige Burgwal, het tegenwoordige Achterom.

## Geschiedenis

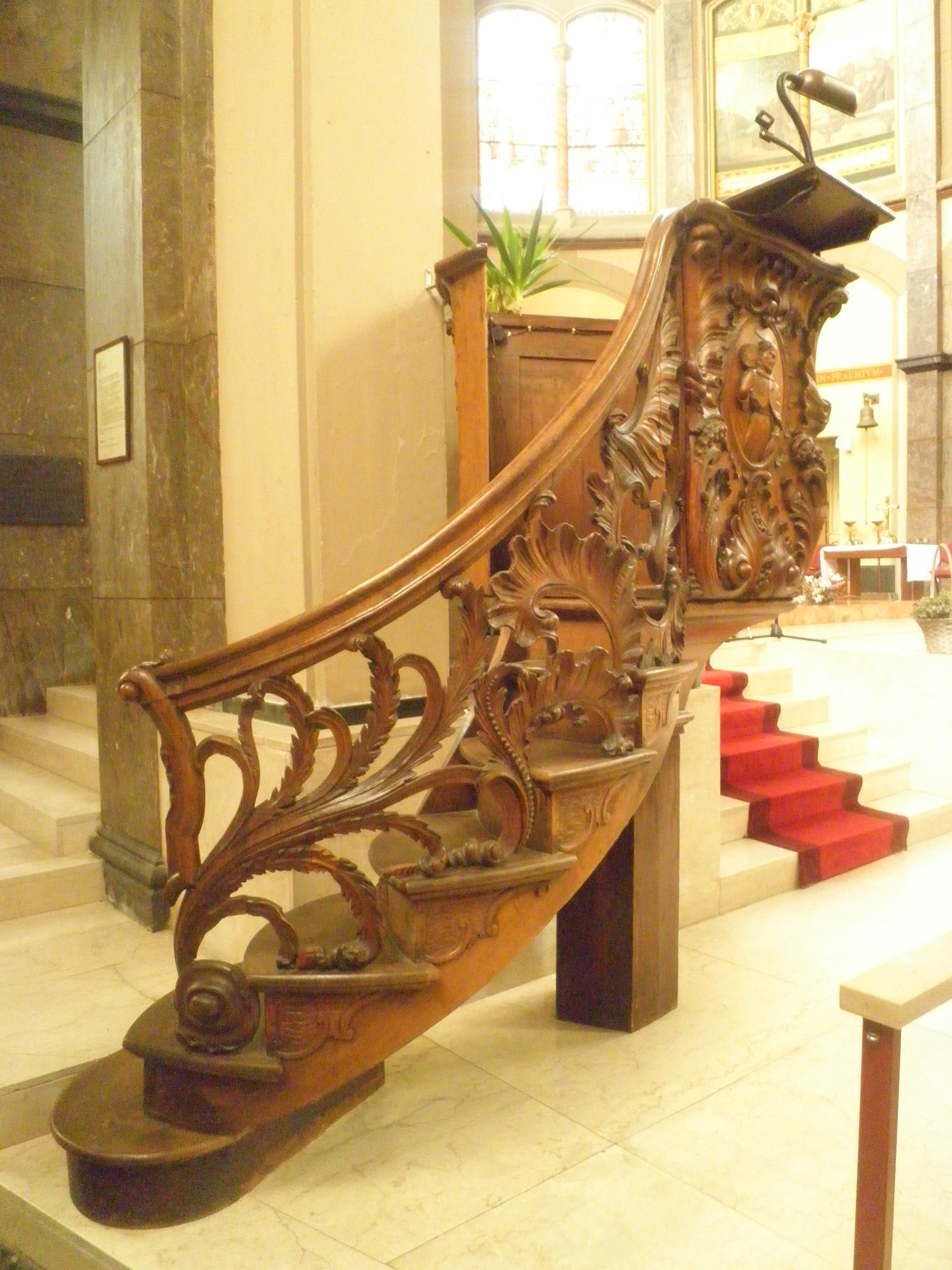
De kansel die nu in de Koepelkerk staat.

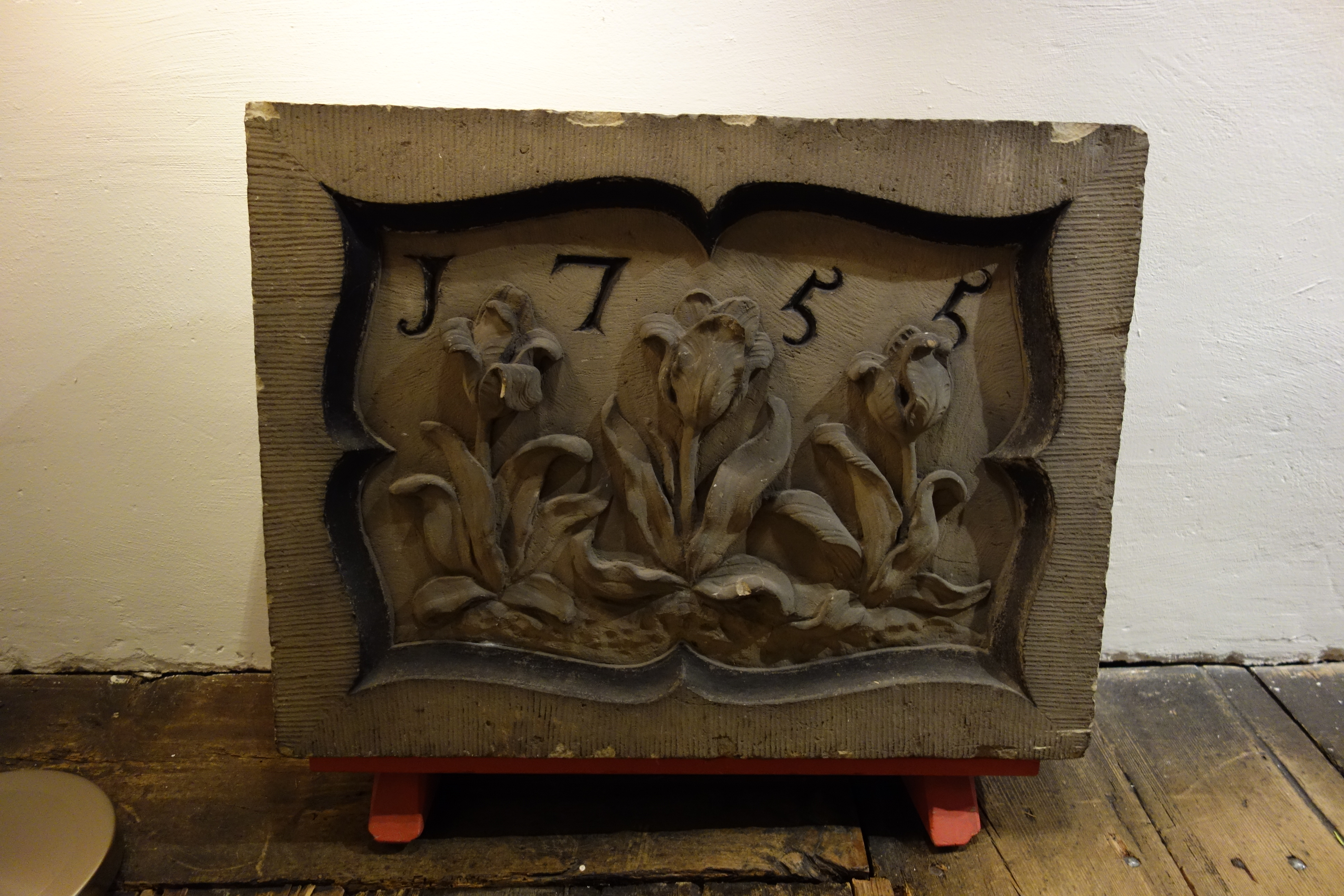
Originele gevelsteen van de kerk, nu in het Westfries Museum. Het jaartal 1755 is er in gegraveerd, toen het huis samengevoegd werd met twee andere panden, waarbij de gevel en het interieur vernieuwd werden.

De franciscaner missiestatie die volgens een kerkelijk jaarboek in 1630 aan de Burgwal gesticht werd, groeide in 125 jaar uit tot de latere schuilkerk De Drie Tulpen. In die periode werd een nieuw orgel aangeschaft, maar het is niet precies bekend wanneer. In elk geval was het al voor 1730 in gebruik en werd het in 1755 vergroot.
In 1755 verleenden Burgemeester en Vroedschappen toestemming aan de katholieke kerkgemeenschap om drie bestaande panden samen te voegen. Twee van de panden hadden een naam: Huis met de drie tulpen en Passementen. De panden werden van binnen en van buiten opgeknapt. De verbouwingskosten bedroegen  13.822 gulden en 8 cent. Een nieuw altaar werd gekocht voor 2.200 gulden. Het middendeel, dat met rood schildpaddenleer bekleed is, werd in 1953 in bruikleen gegeven aan het Westfries Museum.
Tijdens de tulpenmanie werd het pand met de drie tulpen in 1636 verkocht voor drie tulpenbollen, die toen samen  een waarde hadden van ongeveer 5.600 gulden. De gevelsteen, die uit latere tijd stamt, verwijst naar die tulpengekte. Toen het pand in 1879 afgebroken werd voor de bouw van de Koepelkerk, kocht de Haarlemse bloembollenteler- en handelaar Jacob Krelage de gevelsteen en liet die inmetselen in zijn kantoor aan de Kleine Houtweg in Haarlem. Zijn zoon Ernst Krelage liet de steen in 1923 verwijderen en schonk deze aan het Westfries Museum.
Na de sloop van de schuilkerk werden onderdelen van het interieur opgeslagen. De preekstoel, die rond 1755 voor 397 gulden aangeschaft was, werd in 1965 tot rijksmonument benoemd en na restauratie in de Cyriacuskerk geplaatst. De stoel werd in 1984 gerestaureerd en op Aswoensdag, 7 maart, teruggeplaatst.